# Dane Hyatt
Dane Hyatt (né le 22 janvier 1984 dans la Paroisse de Trelawny) est un athlète jamaïcain, spécialiste du 400 mètres.

## Biographie
Il remporte deux médailles lors des Championnats d'Amérique centrale et des Caraïbes de 2009 : l'argent sur 400 m et le bronze au titre du relais 4 × 400 m.
Vainqueur des sélections jamaïcaines de 2012 à Kingston où il porte son record personnel du 400 m à 44 s 83, il participe aux Jeux olympiques de Londres et s'incline au stade des demi-finales.
Lors des championnats du monde en salle 2014, à Sopot en Pologne, il participe aux séries du relais 4 × 400 m mais n'est pas retenu pour la finale. Il reçoit néanmoins la médaille de bronze au même titre que ses coéquipiers jamaïcains.
Le 20 mars 2016, Hyatt et ses coéquipiers échouent au pied du podium des championnats du monde en salle de Portland en 3 min 06 s 02, derrière les États-Unis (3 min 02 s 45), les Bahamas (3 min 04 s 75) et Trinité-et-Tobago (3 min 05 s 51).

## Palmarès
| Date | Compétition                                      | Lieu      | Résultat | Épreuve   | Temps                    |
| ---- | ------------------------------------------------ | --------- | -------- | --------- | ------------------------ |
| 2009 | Championnats d'Amérique centrale et des Caraïbes | La Havane | 2e       | 400 m     | 45 s 57                  |
| 2009 | Championnats d'Amérique centrale et des Caraïbes | La Havane | 3e       | 4 × 400 m | 3 min 04 s 09            |
| 2014 | Championnats du monde en salle                   | Sopot     | 3e       | 4 × 400 m | Participation aux séries |
| 2014 | Relais mondiaux de l'IAAF                        | Nassau    | 8e       | 4 × 400 m | 3 min 10 s 23            |
| 2016 | Championnats du monde en salle                   | Portland  | 4e       | 4 × 400 m | 3 min 06 s 02            |

### Records
| Épreuve | Épreuve   | Performance | Lieu       | Date             |
| ------- | --------- | ----------- | ---------- | ---------------- |
| 400 m   | Plein air | 44 s 83     | Kingston   | 1er juillet 2012 |
| 400 m   | Salle     | 46 s 71     | Birmingham | 9 mars 2013      |